# Sorrento 2
Sorrento 2 é um dos arranha-céus mais altos do mundo, com 236 metros (773 ft). Edificado na cidade de Hong Kong, China, foi concluído em 2003 com 66 andares.